# 馬爾西亞·尤菲米婭
馬爾西亞·尤菲米娅，也称为艾莉亚·馬爾西亞·尤菲米娅 （5世紀—5世紀），是一位西羅馬帝國皇后，是西羅馬皇帝安特米乌斯的妻子，也是東羅馬帝國皇帝马尔西安的女儿。

## 家庭
马西娅·尤菲米娅是东罗马皇帝马尔西安唯一已知的女儿，她母亲的身份已无从考证。古代文献对尤菲米娅父系祖先有不同的说法，认为她有色雷斯人血统（伊瓦格里乌斯·斯科拉斯蒂库斯引自歷史學家普里斯库斯）或伊利里亚人血统（狄奥多罗斯·莱克托）。她的继母是東羅馬皇后普爾喀麗亞（狄奧多西二世的姐姐），马尔西安与她結婚，以便加入狄奥多西王朝。由于普爾喀麗亞曾发誓要保持贞洁，这段婚姻未能圆房，尤菲米娅也从未有同父异母的弟弟妹妹。

## 婚姻
453年前后，尤菲米娅嫁给了安特米乌斯。安特米乌斯是普罗科比乌斯的儿子。普罗科比乌斯在位422年至424年，担任东罗马帝国的軍事統帥，统帅骑兵和步兵。这场婚姻具有政治意义；作为马尔西安皇帝的女儿，尤菲米娅“为安特米乌斯显赫的家族增添了帝国的辉煌”。
马尔西安授予他的新女婿一系列荣誉和责任，似乎是为了让安特米乌斯为最终晋升为皇帝做好准备。婚后，安特米乌斯被任命为随从官 ，并被派往多瑙河边境巩固防线，当时匈人首领阿提拉死后，匈人帝国边境仍然处于混乱之中。454年，他返回君士坦丁堡，马尔西安授予他軍事統帥和贵族的职位。455年，他与瓦伦提尼安三世共同担任执政官。约翰·马拉拉斯称马尔西安迈出了最后的一步，册封安特米乌斯为西罗马帝国皇帝，但这被认为是编年史家的时代错置。
457年1月，马尔西安死于一种据称是坏疽的疾病，留下了尤菲米娅和安特米乌斯。随着父皇的去世，尤菲米娅不再是皇室成员。安特米乌斯继续在马尔西安的继任者利奥一世手下担任軍事統帥。

## 皇后
据普利斯庫斯记载，汪达尔人之王盖塞里克在西西里和意大利进行了长达十年的劫掠，耗尽了精力后，开始向帝国东部扩张。西罗马帝国的皇位自465年以来一直空缺，东罗马皇帝利奥一世决定任命一位西罗马皇帝来对抗盖塞里克，以应对新的威胁。
利奥选择了安特米乌斯，他前往罗马，于467年4月12日加冕为皇帝。约从467年到472年，尤菲米娅一直作为奥古斯塔出现在罗马货币中。为了纪念她在连接安特米乌斯和狄奥多西王朝方面所发挥的重要作用，她铸造的硬币异常完整地拼出了她的名字。这些硬币是她作为皇后的唯一证据，因为在安特米乌斯移居意大利后，文献记载就不再提及她了。根据安条克的约翰（一位被暂时认定为塞德雷的约翰的7世纪出家人）的残篇编年史，安特米乌斯于472年在一场内战中阵亡。尤菲米娅是否比她的丈夫活得长，不得而知。

## 子女
尤菲米娅和安特米乌斯共有五个孩子，一个女儿和四个儿子：
- 阿莉皮亚（英语：Alypia (daughter of Anthemius)） ，李希梅尔的妻子。
- 安特米盧斯（英语：Anthemiolus）
- 马尔西安努斯（英语：Marcianus (son of Anthemius)），娶了皇帝利奥一世与维里娜（英语：Verina）皇后的小女儿莱昂蒂娅（英语：Leontia (daughter of Leo I)）。478年至479年，这对夫妇领导了一场反抗芝诺的起义，但失败了。战败后，他们被流放到伊苏里亚。
- 普罗科比乌斯·安特米乌斯（英语：Procopius Anthemius (emperor's son)）
- 罗慕路斯（英语：Romulus (son of Anthemius)）